# Jonas Bergstedt
Jonas Zohore Bergstedt (n. Copenhague, Dinamarca; 6 de julio de 1991) es un baloncestista profesional danés con nacionalidad costamarfileña. Con una estatura de 2,10 metros de altura que desempeña en la posición de pívot. Es internacional con la Selección de baloncesto de Dinamarca.

## Trayectoria deportiva
Es un pívot de padre costamarfileño y madre danesa. Debutó en la temporada 2008-09 en las filas del Horsholm 79ers danés, hasta que en la temporada 2010 llega a España para jugar dos temporadas en Liga EBA con el Baloncesto Torrelodones.
Más tarde, se convertiría en un auténtico trotamundos del baloncesto europeo jugando en varios países como Lituania, Chipre, Suiza, Italia, Bélgica, Serbia y Hungría. Entremedias, regresaría durante dos temporadas para jugar la Basket Ligaen, una temporada con Horsens y otra con Bakken Bears.
En la temporada 2019/20 forma parte del BC Rilski Sportist búlgaro en el que firmó una media de 12,3 puntos, 7,6 rebotes y 1,4 asistencias para una media de 16,5 de valoración por encuentro.
En julio de 2020, llega a España para jugar en las filas del HLA Alicante por una temporada.
El 17 de agosto de 2021, firma por el Spójnia Stargard de la PLK polaca.
El 18 de septiembre de 2023, Zohore fichó por el BAXI Manresa de la Liga ACB, en el que jugó hasta el 5 de diciembre de 2023, cuando finalizó su contrato con el conjunto manresano, disputando 4 partidos de la Liga Endesa, anotando y capturando rebotes en cada uno de ellos (2,5 puntos y 2,8 rebotes de media).
El 13 de abril de 2024 firmó con el Rajawali Medan de la Liga de Baloncesto de Indonesia (IBL).
El 26 de enero de 2025 fichó por el KK Šiauliai de la LKL lituana.

## Internacional
Jonas Zohore ha participado con la Selección de baloncesto de Dinamarca en la fase clasificatoria para el Eurobasket 2015 y 2017.